# 2 4 : 2 6
"2 4 : 2 6"(영어: Twenty-four, Twenty-six)는 대한민국의 힙합가수 빈지노의 솔로 데뷔 음반이자 첫 번째 EP 음반이다. 2012년 7월 3일에 발매되었으며 보너스 트랙을 포함한 9개의 곡이 수록되었다. 음반의 제목인 2 4 : 2 6의 의미는 자신이 래퍼로서 활동하기 시작한 '24살부터 26살'을 뜻하며, 만 장 이상의 판매고를 기록하였다.

## 배경
2011년, 일리네어 레코즈에 입단한 빈지노는 2012년 초, 힙합엘이와 가진 인터뷰에서 재지팩트 EP와 함께 자신의 솔로 음반 작업 중임을 알렸다. 이후 2012년 5월 16일, 현재 막바지 진행 중이며 솔로 EP 음반 발매 소식을 알렸다. 이어 23일에는 티저 이미지 공개와 함께 첫 솔로 EP 음반 2 4 : 2 6가 7월 3일에 발매된다고 알렸다.
6월 1일, EP 수록곡 "I'll be Back"을 디지털 싱글로 선 발매하였고, 이어 15일, 두 번째 선공개로 오케이션과 도끼가 참여한 "진절머리"를 발매하였다. 이후 22일, 트랙리스트를 공개하였으며 참여진으로는 다이나믹 듀오, 오케이션, 더콰이엇, 도끼, 시미 트와이스 등이 참여하였다. 이어 네이버 온스테이지에 소개되었으며 10월 14일에는 상상마당 라이브홀에서 음반 발매 기념 콘서트를 가졌다.

## 수록곡
| #            | 제목                                 | 작사                   | 작곡          | 재생 시간 |
| ------------ | ------------------------------------ | ---------------------- | ------------- | --------- |
| 1.           | 〈Nike Shoes〉 (Feat. 다이나믹 듀오) | 빈지노, 개코, 최자     | 프라이머리    | 4:32      |
| 2.           | 〈진절머리〉 (Feat. 오케이션, 도끼)  | 빈지노, 오케이션, 도끼 | 도끼          | 4:47      |
| 3.           | 〈Boogie On & On〉                   | 빈지노                 | 이다흰        | 3:31      |
| 4.           | 〈Aqua Man〉                         | 빈지노                 | 진보          | 3:46      |
| 5.           | 〈Summer Madness〉 (Feat. 더콰이엇)  | 빈지노, 더콰이엇       | 시미 트와이스 | 4:26      |
| 6.           | 〈I'll Be Back〉                     | 빈지노                 | 오정열        | 4:13      |
| 7.           | 〈Profile〉 (Feat. 더콰이엇, 도끼)   | 빈지노, 더콰이엇, 도끼 | 도끼          | 4:49      |
| 8.           | 〈If I Die Tomorrow〉                | 빈지노                 | 필터          | 4:18      |
| 9.           | 〈Always Awake〉 (Bonus Track)       | 빈지노                 | 시미 트와이스 | 3:41      |
| 총 재생 시간 | 총 재생 시간                         | 총 재생 시간           | 총 재생 시간  | 38:06     |